# Charles Lamont
Charles Lamont (ur. 5 maja 1895 w Petersburgu, zm. 12 września 1993 w Los Angeles) – amerykański reżyser filmowy.
Lamont był jednym z najpopularniejszych i najbardziej płodnych reżyserów amerykańskich lat 30. i 40. Uznawany jest za odkrywcę talentu Shirley Temple. W latach 1934–37 stworzył serię krótkometrażowych filmów z udziałem słynnego komika Bustera Keatona. Pamiętany jest również jako współtwórca serii filmów komediowych o przygodach Abbotta i Costello. W latach 1943–55 wyreżyserował 9 filmów z udziałem tego aktorskiego duetu. Pod koniec lat 50. wycofał się z branży filmowej.
Zmarł w 1993 roku wskutek zapalenia płuc, dożywając 98 lat.

## Filmografia
- Hit the Ice (1943)
- Abbott i Costello w Legii Cudzoziemskiej (1950)
- Godzina komedii (1951)
- Abbott i Costello spotykają niewidzialnego człowieka (1951)
- Abbott i Costello spotykają Kapitana Kidda (1952)
- Abbott i Costello lecą na Marsa (1953)
- Abbott i Costello spotykają Jekylla i Hyde’a (1953)
- Abbott i Costello spotykają mumię (1955)
- Abbott i Costello w wytwórni filmowej (1955)
- Zorro (1957-59; serial TV); reżyser 9 odcinków z lat 1958-59